# Théâtre gallo-romain des Bardiaux
Pour les articles homonymes, voir Bardiaux.
Le théâtre gallo-romain des Bardiaux est un théâtre antique situé au lieu-dit les Bardiaux, sur la commune d'Arleuf dans la Nièvre, au cœur du Morvan. Il a été édifié à la fin du IIe siècle.

## Situation
Le site des Bardiaux se trouve dans l'est de la Nièvre, jouxtant la Saône-et-Loire, à 1,7 km (à vol d'oiseau) au nord-ouest d'Arleuf, environ 5 km à l'est de Château-Chinon et 3,3 km à l'est de la rivière Yonne.
Il est sur le versant nord de la vallée du Chaz, petit affluent de rive droite (côté est) de l'Yonne, qui coule à 500 m au sud du site à 530 m d'altitude. Le point culminant du versant nord est à 680 m d'altitude et le site lui-même à 590 m d'altitude, soit un gradient de pente d'environ 12 % qui a été utilisé pour l'étagement des gradins du théâtre.
Les environs
Selon J.-F. Baudiau, l'ancien château de Beauregard, une motte féodale, était bâti sur une villa gallo-romaine (Beauregard est à 1,7 km ouest-sud-ouest des Bardiaux).
On ne connaît pas le nom de la bourgade antique qui existait à cet endroit.

## Toponymie
On le trouve également orthographié « les Bardaults » (années 1960-1980) et Bardiets (carte de Cassini, XVIIIe siècle).

## Historique des fouilles
En 1867, Jacques-Felix Baudiau, curé de Dun-les-Places, écrivait : « Aux Bardiaux, de Beardo, où le peuple croit qu'il y eut une ville, on a découvert de nombreuses médailles et d'autres objets curieux, qui furent vendus, en 1857, à un colporteur ».
Des recherches ont lieu au XIXe siècle à cet endroit (Marlot et Luquet)[réf. nécessaire]. Puis en 1971 le Dr Lucien Olivier, du GRAHM (Groupe de recherche archéologique en Haut-Morvan), y ouvre un chantier de fouilles. L'obstination de l'entrepreneur Jacques Hédeline, qui dispose d'une pelle mécanique, permet finalement la découverte, alors que les crédits alloués aux fouilles sont épuisés.[réf. nécessaire]
Dès 1972, L. Olivier exhume les fondations du mur d'enceinte et du bâtiment de scène du théâtre, qu'il fouille minutieusement de 1972 à 1974 : fouille exhaustive des bâtiments de la scène, prospection et vérification des niveaux des sols d'occupation par quelques coupes rayonnantes, décapage de l'orchestre et de la cavea.
Les vestiges de plusieurs maisons sont également identifiés (voir la section « L'habitat » ci-dessous).
Le site est réexaminé en 2013 dans le cadre d'un projet collectif de recherche sur les « agglomérations antiques de Bourgogne, Franche-Comté et Champagne méridionale ».
Une statuette de 16 cm de haut (déesse de l'Abondance), découverte sur le site et baptisée la Dame des Bardiaux est visible au musée Rolin d'Autun.

## Description

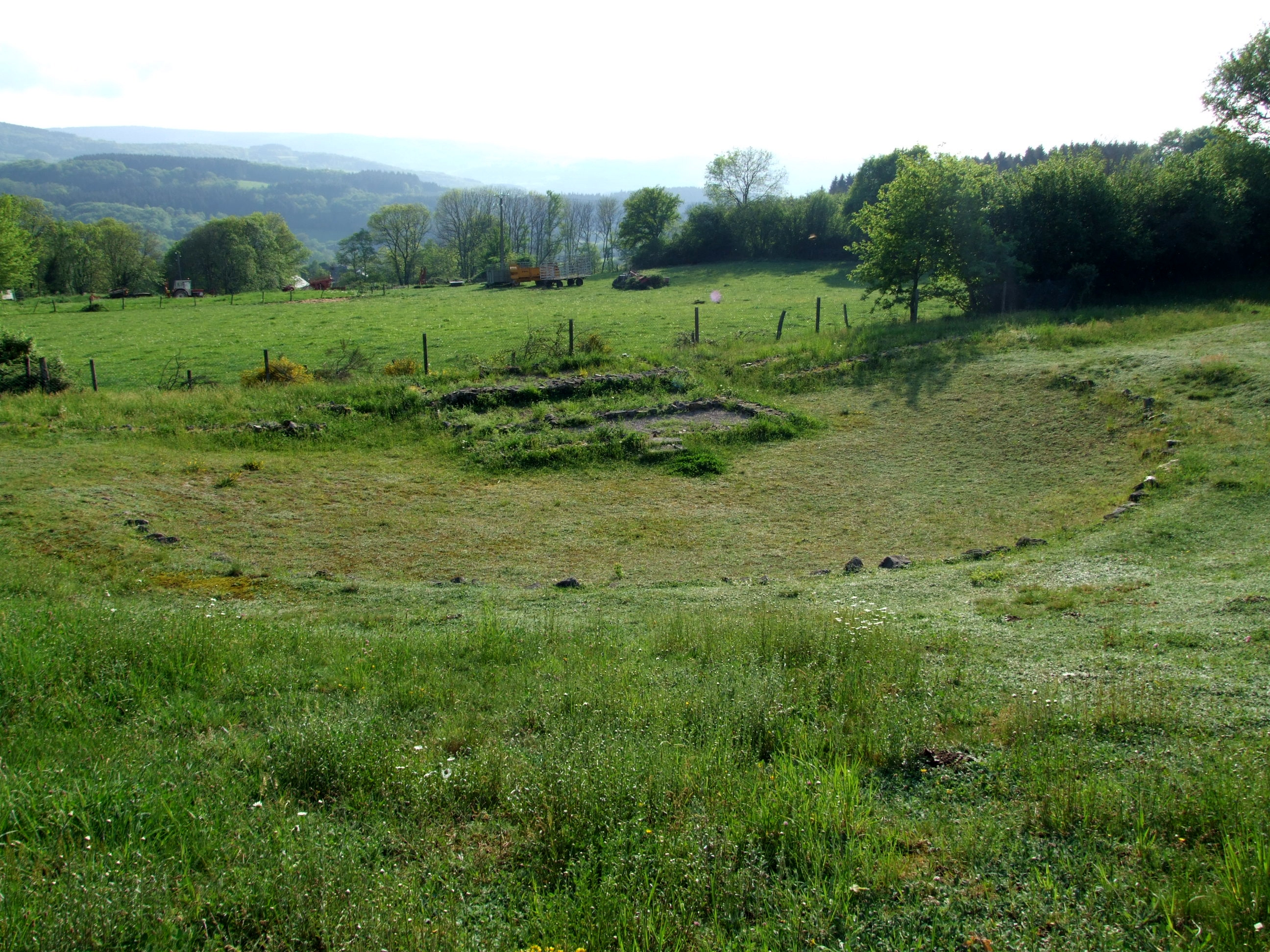
Le site en 2007. Le rectangle de pierres est les fondations du bâtiment du théâtre.

### Le théâtre
Il a été bâti sur un niveau d'occupation antérieur.
Le théâtre est bâti en rectangle, avec les deux angles les plus éloignés de la scène arrondis en deux arcs de cercle qui rejoignent, après un court décrochement, un mur de fond parallèle à la scène. Ce mur de fond mesure plus de 20 m de long (voir plan dans Devauges 1974, p. 440). La cavea est divisée en cinq niveaux concentriques autrefois équipés avec des bancs de bois étagés ; le spectateur dominait de deux à six mètres le niveau de la scène.
Le théâtre mesure 45 m de long sur 40 mètres de large et possède 6 terrasses concentriques tenant lieu de gradins. Son périmètre était défini par un mur de 50 cm d'épaisseur, pour une hauteur variant de 40 à 60 cm. Ce théâtre possédait un orchestre d'un peu plus de 9 m de rayon.[réf. nécessaire]
Le bâtiment de scène est encadré de deux portes et comporte trois compartiments rectangulaires ; le compartiment à l'avant a sans doute porté un podium en bois.
Ce théâtre rural devait avait avoir une capacité d'accueil de 600 à 700 places et devait également servir de lieu de réunions publiques et peut-être de rituels.

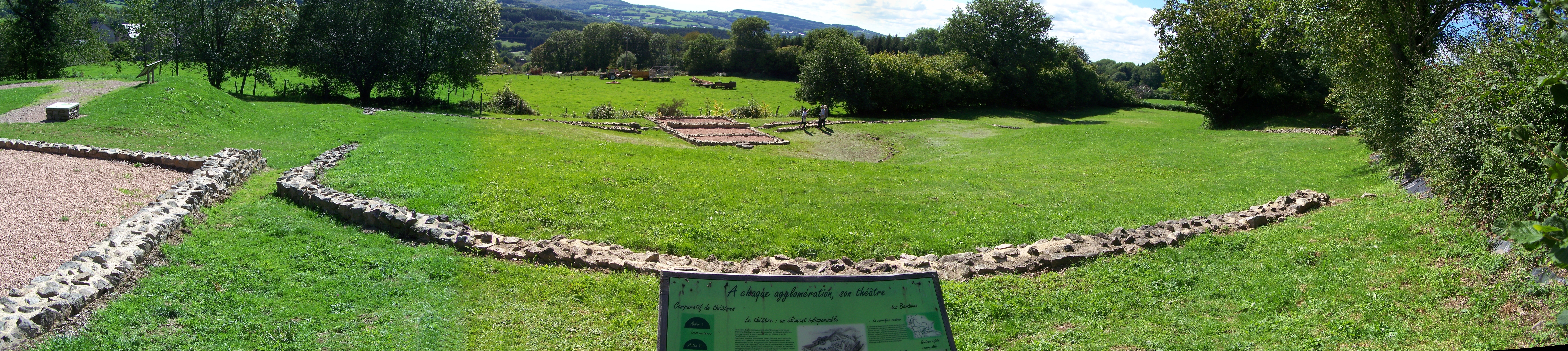
Le théâtre vu depuis le nord-est[14]. Au fond en contrebas, la vallée du Chaz[1].

### L'habitat
Le site commence à être occupé au Ier siècle, avec un petit bâtiment et la chaussée de la voie.
Jusqu'en 2004, une seule maison importante a été fouillée, près du théâtre. Elle a brûlé, probablement en même temps que le théâtre, et son site a été réutilisé.
Une seconde grande maison, dégagée dès 1972, a connu deux états successifs. Elle a livré un bassin en planches de chêne doublé d'argile, de dimensions 2,5 × 1,40 × 0,75 m, qui captait l'eau d'une source voisine.
Du côté nord de la route se trouvent des bas-fourneaux en briques installés à flanc de coteau, pour la réduction du minerai de fer. Selon Baudiau, la forêt de Montarnu (dans le sud de la commune) était réputée localement pour son minerai de fer.
Tout proches des bas-fourneaux, trois bâtiments dont l'un peut être à la fois forge et habitat, et un autre plus luxueux qui a pu être la demeure du maître de l'activité métallurgique.
Les découvertes incluent une faux en fer dans le secteur Fougerat, une clochette et une pointe d'aiguillon (secteur Bardiaux) associées à la présence de bétail, des bronzes d'un char, de la céramique des Ve – VIIe siècles dans le bassin en bois du « captage Rougelot »…

## Les voies antiques
L'endroit se trouve près d'un nœud de voies pré-romaines.

### La voie d'Autun à Orléans
Dans la région, cette voie antique joint Autun à Entrains par Château-Chinon en passant par le col des Paquelins comme le fait la route actuelle d'Autun à Nevers (la D 978) ;
puis elle rejoint les Bardiaux, et sort du Morvan après l'Huis Gaudry (2,5 km au nord de Château-Chinon).
Est-elle la voie antique antérieure à la construction du théâtre et qui traverse l'emprise au sol de ce dernier dans le sens est-ouest ? C'est possible, puisqu'on sait que le théâtre a été bâti sur un niveau d'occupation antérieur.
Un tronçon de voie coupe le côté ouest du théâtre dans le sens est-ouest. Il a été fouillé en 1974.
La vue par satellite montre encore son empreinte sur le couvert végétal.
Passer par Arleuf / les Bardiaux pour aller à pied d'Autun à Entrains, donne un trajet à peu près en ligne droite. Et au-delà d'Entrains, on rejoint Orléans.
, et qui constituait vraisemblablement une halte sur la voie menant d'Orléans à Autun via Entrains (Intranum, Nièvre) et le site de Compierre sur Champallement.[réf. nécessaire]

### Une voie nord-sud: Alésia - Bibracte
À cette voie Autun - Orléans s'embranchait, « entre Arleuf et les Bardiaux, une route moins importante, mais encore visible dans les bois des Brenots, allant à Saulieu par Gien, Moux, Alligny, et passant sur la chaussée de l'ancien étang du Tauron » (2,3 km nord-ouest du théâtre). Il semble que ce chemin passait à quelques petites dizaines de mètres du côté est du théâtre. Ce serait une voie joignant Bibracte au sud à Alésia au nord,. Supprimer Arleuf du trajet réduit la distance de 2 km et fait passer le trajet à environ 6 km à l'est des Bardiaux.
Il y a aussi le chemin repris de nos jours par une partie de la D 500 au nord d'Arleuf, qui mène lui aussi à Alligny au nord-est et plus loin Saulieu ; celle-là passe à 1 km à l'est des Bardiaux.

### Les Bardiaux et leBoxumde la table de Peutinger
Plusieurs auteurs ont spéculé que les Bardiaux pouvaient être le Boxum qui se trouve dans la table de Peutinger sur la route d'Autun à Decize, entre Aug. Dunum (Augusto Dunum, Autun, 8 lieues gauloises) et Aquis Nisineii (Aquae Nisinaei, Saint-Honoré-les-Bains, 22 lieues gauloises). 

Il est vrai que la distance Autun - Saint-Honoré-les-Bains, à pied et à peu près en ligne droite, est de 43 km, soit environ 30 lieues pour une lieue de 1 415 m ; ce qui correspond aux 30 lieues de la table de Peutinger. 

Mais la position géographique ne correspond pas : Arleuf est à 25 km (à pied) au nord-est de Saint-Honoré-les-Bains, alors qu'Autun, Saint-Honoré-les-Bains et Nevers sont à peu près alignés en latitude. Le trajet Autun - Arleuf - Saint-Honoré-les-Bains (à pied) fait une nette courbe vers le nord et fait 52 km soit 9 km en plus que les 43 km du trajet direct - une différence dont on tient compte quand on est à pied ou en véhicule attelé (et, vraisemblablement, chargé aussi). Pour indication, . 

Péquinot, Picard et Rolley (2004) sont parmi ceux qui n'adhèrent pas à cette hypothèse : pour eux, il est clair que la position de Boxum ne correspond pas à celle des Bardiaux.

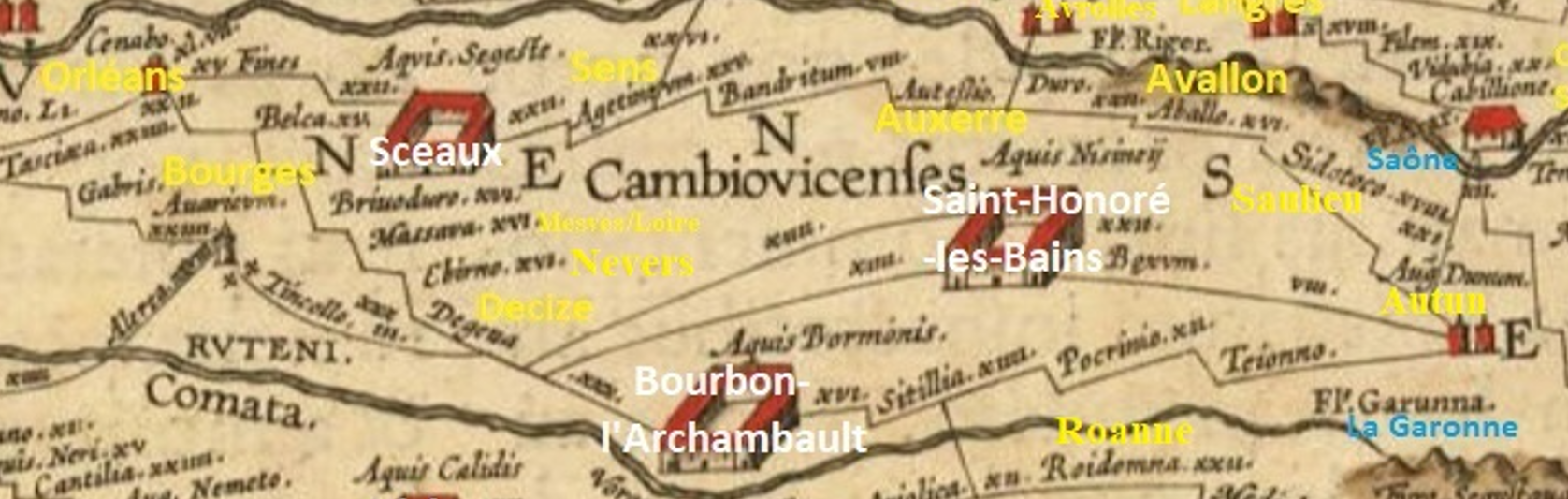
Table de Peutinger : voie Autun - Boxum - Saint-Honoré-les-Bains - Decize.

## Protection
Le théâtre est classé au titre des monuments historiques depuis le 8 décembre 1975.